# Сепеда, Лукас
Лукас Антонио Сепеда Бартурен (исп. Lucas Antonio Cepeda Barturen; род. 31 октября 2002, Винья-дель-Мар, Вальпараисо) — чилийский футболист, нападающий клуба «Коло-Коло».

## Клубная карьера
Сепеда — воспитанник клуба «Сантьяго Уондерерс». 25 июля 2021 года в матче против «Палестино» он дебютировал в чилийской Примере. По итогам сезона клуб вылетел в чилийскую Сегунду. 2 марта 2022 года в поединке против «Сантьяго Морнинг» Лукас забил свой первый гол за «Сантьяго Уондерерс». В начале 2024 года Сепеда перешёл в «Коло-Коло». 17 февраля в матче против «Унион Эспаньола» он дебютировал за новую команду. 30 марта в поединке против «Эвертона» Лукас забил свой первый гол за «Коло-Коло». 4 апреля в матче Кубка Либертадорес против парагвайского «Серро Портеньо» он забил гол.